# سید رضا برقعی مدرس
سید رضا برقعی مدرس (زادهٔ ۱۳۲۷ در قم - درگذشت ۱۵ اسفند ۱۳۹۴ در قم) از شاگردان خمینی و عضو دفتر او در شهر نجف بوده‌است. وی سال‌ها با  روح‌الله خمینی در قم و نجف همراه بود. این روحانی سیاسی بعد از دستگیری توسط ساواک با انتقال به تهران با بسیاری از روحانیون زندانی هم‌بند بود. بعد از آزادی مجبور به ترک ایران و حضور در عراق شد. وی پس از پیروزی انقلاب ۱۳۵۷ نماینده خمینی در کشورهای حاشیه خلیج فارس بود و بعد از درگذشت  خمینی بار دیگر به قم بازگشت و تا پایان عمر به تدریس مشغول بود.
پس از بازگشت به کشور سال‌ها به تدریس در حوزه و دانشگاه پرداخت. وی تا پیش از درگذشت حسینعلی منتظری عضو هیئت استفتائات این مرجع تقلید بود. وی سال‌ها عضو مجمع محققین و مدرسین حوزه علمیه قم بود و تا پایان عمر به عنوان استاد دروس عالی در حوزه علمیه قم تدریس می‌کرد.

## موضع گیری‌ها
وی در تاریخ ۲۶ تیر ۱۳۸۶ نامه‌ای به مهدوی کنی دبیرکل جامعه روحانیت مبارز نوشت و در آن دربارهٔ عزل غیرقانونی منتظری از ریاست عالی دانشگاه امام صادق ع مسائلی را مطرح کرد.
در تیر ۱۳۹۲ پیرو اعلام فتوای جدیدی از بیات زنجانی در مصاحبه‌ای با روزنامه اعتماد در این رابطه به مسائل فقهی پیرامون این فتوا پرداخت. وی در این مصاحبه، اعلام کرد، مشابه چنین نظراتی در فقه ما بسیار است. همان‌طور که در فقه شیعی به احکام استناد می‌شود به عقل و اجماع نیز استناد می‌شود.
وی در این رابطه افزود: ما نمی‌توانیم سختگیرانه به احکام شیعی نظر داشته باشیم، در حالی که فقیه آگاه به زمانه می‌تواند با توجه به شرایط و زمانه، احکام خود را بر پایه استدلال شرعی و عقلی اعلام نماید. نباید از چنین احکامی تفسیر غلطی داشت و چنین احکامی ما در فقه شیعه بسیار داشته‌ایم. این حکم در راستای اجرای وظیفه شرعی مکلف اعلام شده‌است.
وی در در تاریخ ۱۳ اسفند ۱۳۹۴ پس از رد صلاحیت‌های سیاسی گسترده در انتخابات مجلس شورای اسلامی و مجلس خبرگان در نامه‌ای سرگشاده به رویه‌ای که در رد صلاحیت‌ها توسط شورای نگهبان پی گرفته شده اعتراض کرد و نسبت به پیامدهای این رویه در ناامید کردن مردم و نسلهای جدید به انقلاب هشدار داد، اما دو روز بعد فوت کرد و این نامه پس از درگذشت وی منتشر گردید. خاطرات وی در یک مجلد در کتابی تحت عنوان "همراه دوران غربت" توسط موسسهٔ تنظیم و نشر آثار امام خمینی (ره) چاپ شده‌است.
خلاصه‌ای از فعالیت‌ها
- سخنرانی در روز درگذشت امام جعفر صادق (ع) در پنجمین سالروز حمله به مدرسه فیضیه در این مدرسه در سال ۱۳۴۶
- تعقیب توسط نیروهای محمدرضا پهلوی و عزیمت به نجف اشرف و حضور در حلقهٔ یاران سید روح‌الله خمینی
- بازگشت به ایران و زندانی شدن توسط نیروهای محمدرضا پهلوی در زندان قزل قلعه
- آزادی از زندان و ادامهٔ فعالیت‌های مبارزاتی و انقلابی
- تعقیب توسط ساواک همزمان با جشن‌های ۲۵ سالگی سلطنت محمدرضا پهلوی
- بازگشت به نجف اشرف و حضور مجدد در جمع یاران سید روح‌الله خمینی
- حضور در کمیتهٔ استقبال از سید روح‌الله خمینی در سال ۱۳۵۷
- حضور در هیئت فرهنگی ایرانی برای رسیدگی به امور مدارس جمهوری اسلامی ایران در خارج از کشور
- انتصاب به عنوان نماینده سید روح‌الله خمینی در کشورهای حوزهٔ خلیج فارس[۱۲][۱۳]
- تأسیس دفتر نمایندگی سید روح‌الله خمینی در کشورهای حوزهٔ خلیج فارس در شهر دوبی
- بنای مسجد امام حسین در کشور امارات متحده عربی در شهر دوبی
- بازگشت به ایران و تدریس در دانشگاه به مدت ۱۰ سال
- ادامهٔ تحقیق و پژوهش در حوزهٔ علمیه قم
- عضویت در هیئت استفتائات منتظری
- عضویت در مجمع محققین و مدرسین حوزهٔ علمیه قم
- تدریس در سطوح عالی و خارج حوزهٔ علمیه قم

## درگذشت
وی روز شنبه ۱۵ اسفند ۱۳۹۴ در سن ۶۷ سالگی بر اثر ایست قلبی در قم درگذشت و پیکرش ظهر روز یکشنبه ۱۶ اسفند ۱۳۹۴ در حرم حضرت فاطمه معصومه (ع) تشییع و در آرامستان شیخان دفن شد. نماز میت را جعفر سبحانی خواند.